# Cent (muziek)
De cent is een logaritmische schaal om frequentieverhoudingen om te zetten in gemakkelijker te hanteren toonafstanden. De maat werd rond 1870 ingevoerd door Alexander Ellis. Een toonafstand van 100 cent komt daarbij overeen met de frequentieverhouding van een halve toon in de gelijkzwevende stemming. Omdat in deze stemming 12 gelijke halve toonafstanden een octaaf vormen, is de toonafstand in cent tussen de frequenties f1 en f2 gedefinieerd als:
{\displaystyle \mathrm {afstand} =1200\ {}^{2}\!\log \left({\frac {f_{2}}{f_{1}}}\right)[\mathrm {cent} ]}
Een zuiver octaaf, met een frequentieverhouding van exact 2:1 komt overeen met een afstand van 1200 cent want nlog n = 1.
In de muziek is de schaal in cent voldoende nauwkeurig om de grootte van een interval oftewel de frequentieverhouding aan te geven en door het logaritmische karakter kunnen afstanden in cent gewoon bij elkaar opgeteld en van elkaar afgetrokken worden.

## Voorbeeld
Een natuurkwint (zoals die voorkomt in de boventoonreeks en de reine stemming) heeft een frequentieverhouding van exact 3:2, en vertoont dus geen zwevingen. Uitgedrukt in cent is de toonafstand in een reine kwint:
{\displaystyle 1200\ {}^{2}\!\log {\tfrac {3}{2}}=702[\mathrm {cent} ]}
Een gelijkzwevende kwint betekent een afstand van 7 halve tonen en dus exact 700 cent, bijna 2 cent lager dan de  reine kwint. Dit is een opmerkelijk goede benadering. Een zuivere grote terts heeft een frequentieverhouding van 5:4 en is 386 cent, en die wordt met een gelijkzwevende stemming 400 cent wat veel minder fraai is.